# Karma Police
„Karma Police” – singel zespołu Radiohead z ich trzeciego albumu studyjnego OK Computer. Wydany został 25 sierpnia 1997 roku. Nazwa i tekst piosenki pochodzi z żartobliwego nastawienia zespołu do kar nałożonych na nich przez karmę.
Singel został wydany jako drugi z albumu OK Computer i osiągnął duży sukces komercyjny. Osiągnął 8. miejsce w Wielkiej Brytanii, a  15. na amerykańskiej liście Modern Rock Tracks.

## Historia utworu
„Karma Police”, podobnie jak kilka innych utworów, które później znalazły się w albumie OK Computer, zadebiutował na żywo w 1996 roku, kiedy to Radiohead supportował Alanis Morissette podczas jej trasy koncertowej po USA. Wersja live piosenki, którą zespół zagrał podczas wizyty w programie Davida Lettermana pt. Late Show znalazła się na filmie rockowym pt. Meeting People Is Easy.

## Kompozycja
Piosenka grana jest w metrum 4/4. Pierwsza część utworu utrzymana jest w tonacji a-moll, a druga h-moll. Wśród instrumentów przeważa gitara akustyczna oraz fortepian.

## Lista utworów
CD1
1. "Karma Police" – 4:22
2. "Meeting in the Aisle" – 3:08
3. "Lull" – 2:28

CD2
1. "Karma Police" – 4:22
2. "Climbing Up the Walls (Zero 7 Mix)" – 5:19
3. "Climbing Up the Walls (Fila Brazillia Mix)" – 6:24